# Liste der Kulturdenkmale in Puschwitz
In der Liste der Kulturdenkmale in Puschwitz sind die Kulturdenkmale der sächsischen Gemeinde Puschwitz verzeichnet, die bis September 2024 vom Landesamt für Denkmalpflege Sachsen erfasst wurden (ohne archäologische Kulturdenkmale). Die Anmerkungen sind zu beachten.
Diese Liste ist eine Teilliste der Liste der Kulturdenkmale im Landkreis Bautzen.

## Puschwitz
| Bild                                    | Bezeichnung                                                          | Lage                                                                        | Datierung                                                | Beschreibung | ID       |
| --------------------------------------- | -------------------------------------------------------------------- | --------------------------------------------------------------------------- | -------------------------------------------------------- | --- | -------- |
|                                         | Mord- und Sühnekreuz                                                 | bei Puschwitzer Hauptstraße 10 (auf Gelände der Gemeindeverwaltung) (Karte) | 15.–17. Jahrhundert                                      | Ortsgeschichtlich von Bedeutung. | 09253143 |
|                                         | Denkmal für die Gefallenen des Ersten Weltkrieges, davor Lutherstein | Puschwitzer Hauptstraße 17 (vor) (Karte)                                    | 1921 (Kriegerdenkmal); bezeichnet mit 1883 (Lutherstein) | Ortsgeschichtlich von Bedeutung. Denkmal: Stein mit Schwert und pyramidaler Bedachung, auf beschriftetem Sockel. Lutherstein: sich nach oben verjüngend, mit flachem pyramidalen Abschluss, Inschrift: 10. November 1883. | 09253139 |
|                                         | Rittergut und Gutspark Puschwitz                                     | Puschwitzer Hauptstraße 27 (Karte)                                          | 1890er Jahre                                             | Herrenhaus des ehemaligen Rittergutes und Gutspark; Putzbau mit heruntergezogenem Dach, Giebel mit Holzzier, Wandgliederung durch Klinker, baugeschichtlich und ortsgeschichtlich von Bedeutung. Zweigeschossiger Putzbau mit Backsteingliederung, Ende 19. Jahrhundert. Das abgeflachte Walmdach mit unterschiedlich gestalteten Dacherkern. | 09253142 |
| Direkt Bild zu diesem Denkmal hochladen | Wohnstallhaus (ehemaliges Umgebinde)                                 | Schmiedeberg 4 (Karte)                                                      | 2. Hälfte 18. Jahrhundert                                | Obergeschoss Fachwerk, Giebel verbrettert, selten gewordenes Beispiel weitgehend original erhaltener Holzkonstruktion in der Gegend, prägt den Ortskern mit, baugeschichtlich von Bedeutung, Fenster größtenteils gesprosst und in originaler Größe.                                                                                          | 09253141 |

## Guhra
| Bild                                    | Bezeichnung                                       | Lage                                              | Datierung                  | Beschreibung | ID       |
| --------------------------------------- | ------------------------------------------------- | ------------------------------------------------- | -------------------------- | --- | -------- |
|                                         | Denkmal für die Gefallenen des Ersten Weltkrieges | Guhraer Hauptstraße (Karte)                       | 1923                       | Granitmonolith mit eingemeißeltem Kreuz und deutscher Inschrift, ortsgeschichtlich von Bedeutung. | 09253120 |
| Direkt Bild zu diesem Denkmal hochladen | Betkreuz                                          | Guhraer Hauptstraße 1 (bei) (Karte)               | Sockel bezeichnet mit 1875 | Schmiedeeisernes Kruzifix auf profiliertem Granitsockel, regionalgeschichtlich von Bedeutung | 09253123 |
|                                         | Betkreuz                                          | Guhraer Hauptstraße 17 (bei) (Karte)              | Sockel bezeichnet mit 1923 | Goldgefasstes Kruzifix mit Rankenwerk auf profiliertem Granitsockel, mit Lamm Gottes und sorbischer Inschrift („Kralo pokoja, chlěbje žiwjenja, sławimy će“); regionalgeschichtlich von Bedeutung.                                                                                            | 09253122 |
|                                         | Betkreuz                                          | Guhraer Hauptstraße 21 (bei) (Karte)              | Sockel bezeichnet mit 1872 | Schmiedeeisernes Kruzifix mit Marienfigur und sorbischer Inschrift („Přez swój swjaty křiž sy swět wumóžił“); goldgefasst, auf gotisierend profiliertem Granitsockel, regionalgeschichtlich von Bedeutung, stand bis 2001 ohne Hausnummerangabe in Denkmalliste.                              | 09253121 |
| Direkt Bild zu diesem Denkmal hochladen | Wohnstallhaus (Umgebinde), davor Betkreuz         | Guhraer Hauptstraße 35 (Karte)                    | 1. Hälfte 19. Jahrhundert  | Wohnstallhaus Obergeschoss Fachwerk, in hohem Maße im Originalzustand erhalten, hölzernes Betkreuz mit sorbischer Aufschrift, baugeschichtlich, straßenbildprägend und regionalgeschichtlich von Bedeutung, Umgebinde rechts 2/2/2 Joche, Fenster gesprosst, im Obergeschoss originale Größe. | 09253125 |
| Weitere Bilder                          | Betkreuz                                          | Zum Windpark (Windmühlenberg) (Karte)             | Bezeichnet mit 1922        | Kruzifix auf Granitsockel, regionalgeschichtlich von Bedeutung. | 09253127 |
|                                         | Betkreuz                                          | Zum Windpark (an der Straße nach Jeßnitz) (Karte) | Sockel bezeichnet mit 1874 | Schmiedeeisernes Kruzifix mit Strahlennimbus und Inschrift „Credo“; auf profiliertem Granitsockel, regionalgeschichtlich von Bedeutung. | 09253126 |
|                                         | Granitsockel eines Betkreuzes                     | Zum Windpark 2 (vor) (Karte)                      | Bezeichnet mit 1842        | Regionalgeschichtlich von Bedeutung. | 09253124 |
|                                         | Torbogen einer Hofzufahrt mit seitlicher Mauer    | Zum Windpark 7 (Karte)                            | 19. Jahrhundert            | Straßenbildprägend von Bedeutung, stand bis 2001 irrtümlich unter Nummer „14“ in Denkmalliste. | 09253154 |

## Jeßnitz
| Bild                                    | Bezeichnung                                                                                     | Lage                                     | Datierung                         | Beschreibung | ID       |
| --------------------------------------- | ----------------------------------------------------------------------------------------------- | ---------------------------------------- | --------------------------------- | --- | -------- |
|                                         | Denkmal für die Gefallenen des Ersten Weltkrieges                                               | (Ortsausgang Richtung Guhra) (Karte)     | 1922                              | Ortsgeschichtlich von Bedeutung. | 09253119 |
| Weitere Bilder                          | Rittergut Jeßnitz (Sachgesamtheit)                                                              | Jeßnitz 1, 1c, 1d, 1e, 1f, 1g, 2 (Karte) | Um 1800 (vier Wirtschaftsgebäude) | Sachgesamtheit Rittergut Jeßnitz mit folgenden Einzeldenkmalen: Herrenhaus (Nr. 1), ehemaliges Verwalterhaus (hinter Nr. 2), östliches Wirtschaftsgebäude (Nr. 1g), weiteres westliches Wirtschaftsgebäude (nur nördlicher Teil, ohne Nr.) und einbogige Steinbrücke im hinteren Teil des Grundstücks sowie Reste der ehemaligen Einfriedungs-Bruchsteinmauer (siehe Einzeldenkmale des Objektes 09253111, gleiche Anschrift) sowie nördlicher Wirtschaftsflügel mit vier Wirtschaftsgebäuden (Nr. 1c, 1d, 1e, 1f) und Wirtschaftshof als Sachgesamtheitsteile; gesamte Anlage in ihrer Struktur und in hohem Qualitätsgrad erhalten, für Ortsbild und Ortsgeschichte von zentraler Bedeutung, baugeschichtlich, kunstgeschichtlich und ortsgeschichtlich von Bedeutung [alle anderen Gebäude auf dem Gutsgelände sind jüngere Gebäude oder sehr veränderte Bauten – Störelemente]. Ausweisung des gesamten Objektes als Sachgesamtheit in Absprache und Übereinstimmung mit Landratsamt Bautzen und auf Anregung der Gemeinde Puschwitz. Die Anlage ist in ihrer historischen Struktur beinahe unverändert erhalten, einzelne Gebäude zum Teil derzeit in schlechtem Bauzustand. | 09304046 |
| Weitere Bilder                          | Herrenhaus (Einzeldenkmal zu ID-Nr. 09304133)                                                   | Jeßnitz 1 (Karte)                        | 1. Hälfte 18. Jahrhundert         | Einzeldenkmal der Sachgesamtheit Rittergut Jeßnitz; gesamte Anlage in ihrer Struktur und in hohem Qualitätsgrad erhalten, für Ortsbild und Ortsgeschichte von zentraler Bedeutung, baugeschichtlich, kunstgeschichtlich und ortsgeschichtlich von Bedeutung. Herrenhaus (Nummer 1) zweigeschossig, 13 Achsen, mächtiges Walmdach mit zehn Fledermausgaupen (Vorderseite), Gurtgesims, Pilastergliederung mit Phantasiekapitellen, die drei Mittelachsen des Eingangsbereiches ornamental besonders hervorgehoben (Muscheln, Kartuschen), Dachreiter eingestürzt, Reste von Putz vorhanden, alte Biberschwanzdeckung. | 09253111 |
| Direkt Bild zu diesem Denkmal hochladen | Ehemaliges Verwalterhaus (Einzeldenkmal zu ID-Nr. 09304133)                                     | Jeßnitz 2 (hinter) (Karte)               | 18. Jahrhundert                   | Einzeldenkmal der Sachgesamtheit Rittergut Jeßnitz. Verwalterhaus (hinter Nummer 2) nur noch teilweise erhalten, andere Hälfte abgebrochen, zweigeschossig, Bruchsteinmauerwerk, Ziegelbögen über den Fenstern, profiliertes Traufgesims, Walmdach, Eckquaderung Granit. | 09253111 |
| Direkt Bild zu diesem Denkmal hochladen | Östliches Wirtschaftsgebäude (Einzeldenkmal zu ID-Nr. 09304133)                                 | Jeßnitz 1g (Karte)                       | Um 1800                           | Einzeldenkmal der Sachgesamtheit Rittergut Jeßnitz. Östliches Stall-Scheunen-Gebäude (jetzt Wohnhaus, Nummer 1g) mit Segmentbogentor, Bruchsteinmauerwerk, verputzt, Granitgewände. | 09253111 |
| Direkt Bild zu diesem Denkmal hochladen | Westliches Wirtschaftsgebäude, nur nördlicher Teil, ohne Nr. (Einzeldenkmal zu ID-Nr. 09304133) | Jeßnitz (Karte)                          | Um 1800                           | Einzeldenkmal der Sachgesamtheit Rittergut Jeßnitz. Westliches Stall-Scheunen-Gebäude (nördlicher Teil, ohne Nummer) Bruchsteinmauerwerk, verputzt, Satteldächer, teilweise Granitgewände, Stallbereiche mit Kreuzkappengewölben und Pfeilern mit abgefasten Kanten und Kämpferplatten, westliches Wohnstallhaus (südlicher Teil, ohne Nummer ruinös, keine Einzeldenkmal). | 09253111 |
| Direkt Bild zu diesem Denkmal hochladen | Einbogige Steinbrücke im hinteren Teil des Grundstücks (Einzeldenkmal zu ID-Nr. 09304133)       | Jeßnitz (Karte)                          |                                   | Einzeldenkmal der Sachgesamtheit Rittergut Jeßnitz. | 09253111 |
| Direkt Bild zu diesem Denkmal hochladen | Reste der ehemaligen Einfriedungs-Bruchsteinmauer (Einzeldenkmal zu ID-Nr. 09304133)            | Jeßnitz (Karte)                          |                                   | Einzeldenkmal der Sachgesamtheit Rittergut Jeßnitz. | 09253111 |
|                                         | Wohnstallhaus (Umgebinde)                                                                       | Jeßnitz 3b (hinter) (Karte)              | 2. Hälfte 18. Jahrhundert         | Obergeschoss Fachwerk, Giebel verbrettert, Umgebinde ausgemauert, mit selten gewordenen originalen Kopfbändern, in hohem Maße ist das Originalbild ablesbar, eines der ältesten erhaltenen Häuser mit Holzkonstruktion der Gegend, baugeschichtlich von Bedeutung, Fenster gesprosst und in originaler Größe. | 09253113 |
|                                         | Betkreuz                                                                                        | Jeßnitz 3b (vor) (Karte)                 | Sockel bezeichnet mit 1843        | Schmiedeeisernes Kruzifix auf Steinsockel, regionalgeschichtlich von Bedeutung, Inschrift: „Das Leiden und Sterben Jesu Christi“. | 09253112 |
|                                         | Betkreuz                                                                                        | Jeßnitz 4 (vor) (Karte)                  | Sockel bezeichnet mit 1880        | Profilierter Granitsockel, eisernes Kruzifix, goldgefasst, mit Figurengruppe und Medaillon mit sorbischer Inschrift, regionalgeschichtlich von Bedeutung, Inschrift: „Budź chwalen Jězus Chrystus na wěki, Amen“. | 09253114 |
|                                         | Betkreuz                                                                                        | Jeßnitz 12 (bei) (Karte)                 | Sockel bezeichnet mit 1914        | Profilierter Granitsockel, großes schmiedeeisernes Kruzifix mit zwei weiteren goldgefassten Assistenzfiguren, Kreuz mit Blattornament, regionalgeschichtlich von Bedeutung, sorbische Inschriften auf Medaillon (Mój Jězuso smilnosć) und auf Sockel. | 09253117 |
|                                         | Wohnhaus mit winkligem Seitengebäude                                                            | Jeßnitz 15 (Karte)                       | Um 1800                           | Wohnhaus Obergeschoss Fachwerk, Giebel verbrettert, mit Akroter-Bekrönung, weitgehend original erhaltene Struktur, typische Bauweise des ostsächsischen Bauernhauses, baugeschichtlich und wirtschaftsgeschichtlich von Bedeutung, Fenster gesprosst und in originaler Größe, Stall mit Granit-Türgewände. | 09253118 |
|                                         | Betkreuz                                                                                        | Jeßnitz 28c (bei) (Karte)                | Bezeichnet mit 1864               | Schmiedeeisernes Kruzifix auf gotisierend profiliertem Granitsockel, regionalgeschichtlich von Bedeutung, sorbische Inschrift, Denkmal stand bis 2001 irrtümlich unter „28d (bei)“. | 09253115 |

## Lauske
| Bild                                    | Bezeichnung                                                                                        | Lage                                                  | Datierung                                | Beschreibung | ID       |
| --------------------------------------- | -------------------------------------------------------------------------------------------------- | ----------------------------------------------------- | ---------------------------------------- | --- | -------- |
|                                         | Granitsockel eines ehemaligen Betkreuzes                                                           | (400 m hinter Ortsausgang Richtung Crostwitz) (Karte) | Bezeichnet mit 1895                      | Profiliert, regionalgeschichtlich von Bedeutung. | 09253128 |
|                                         | Gedenkstein für den Befreiungskampf von 1813                                                       | (Kirschberg) (Karte)                                  | 1913 aufgestellt                         | Würfelförmiges Denkmal mit flachem, pyramidalen Abschluss, ortsgeschichtlich von Bedeutung, Maße 75 cm × 75 cm, Inschrift: „Optima Patris Memoriae Liberorum Pietras 1813“, Gedenkstein stand irrtümlich bis 2001 unter „Kirchberg“ in der Denkmalliste. | 09253136 |
|                                         | Rittergut und Gutspark Lauske (Sachgesamtheit)                                                     | Lauske 1, 1e, 1f (Karte)                              | 18./19. Jahrhundert (Wirtschaftsgebäude) | Sachgesamtheit Rittergut und Gutspark Lauske mit folgenden Einzeldenkmalen: Herrenhaus mit nördlichem Seitenflügel (Nr. 1), südwestliches Wirtschaftsgebäude über winkligem Grundriss, nordwestliches Wirtschaftsgebäude, Orangerie (Nr. 1e), ein westlicher Torpfeiler der ehemaligen Toreinfahrt mit Pforte und Reste der Einfriedungsmauer (siehe Einzeldenkmalliste Obj. 09253135), der Gutspark und westliche Lindenallee (Gartendenkmal) sowie südlicher Gebäudeflügel des Herrenhauses (Nr. 1f), südöstliches Wirtschaftsgebäude und Teich südlich des Wirtschaftshofes als Sachgesamtheitsteile; Herrenhaus dreigeschossiger Putzbau, mit Dachhäuschen im Mansarddach, zwei Seitenflügel, schöne Haustür, eine Scheune mit Fachwerk und Blendbögen im Erdgeschoss, baugeschichtlich und ortsgeschichtlich von Bedeutung [Störelement: nördlich des Herrenhauses liegende Garage].                       | 09304555 |
|                                         | Herrenhaus mit nördlichem Seitenflügel (Einzeldenkmal zu ID-Nr. 09304555)                          | Lauske 1 (Karte)                                      | 1. Hälfte 18. Jahrhundert                | Einzeldenkmal der Sachgesamtheit Rittergut und Gutspark Lauske; Herrenhaus dreigeschossiger Putzbau, mit Dachhäuschen im Mansarddach, zwei Seitenflügel, schöne Haustür, eine Scheune mit Fachwerk und Blendbögen im Erdgeschoss, baugeschichtlich und ortsgeschichtlich von Bedeutung, Herrenhaus mit Freitreppe zum Garten. Ehemaliges Rittergut (Nummer 35, 36, 37, 38, 48, 50, 51). Das barocke Schloss im 17. Jahrhundert erbaut, 1772 klassizistisch verändert, nach 1945 zerstört. Mehrere ein- und zweigeschossige Nebengebäude sowie Scheunen und Stallungen erhalten, Anfang 19. Jahrhundert. Breit angelegte Orangerie mit Walmdach und frontispizartiger, mächtiger Gaupe, 1790. In dem weitläufigen englischen Park einige kleine Brücken sowie eine künstliche Ruine in gotischen Formen, um 1807, Sitznischenportal mit Kielbogen, im Turm ein offener Raum, dessen Wandgliederung mit Diensten. | 09253135 |
|                                         | Südwestliches Wirtschaftsgebäude über winkligem Grundriss (Einzeldenkmal zu ID-Nr. 09304555)       | Lauske (Karte)                                        | Anfang 19. Jahrhundert                   | Einzeldenkmal der Sachgesamtheit Rittergut und Gutspark Lauske. | 09253135 |
| Direkt Bild zu diesem Denkmal hochladen | Nordwestliches Wirtschaftsgebäude (Einzeldenkmal zu ID-Nr. 09304555)                               | Lauske (Karte)                                        | Anfang 19. Jahrhundert                   | Einzeldenkmal der Sachgesamtheit Rittergut und Gutspark Lauske. | 09253135 |
| Direkt Bild zu diesem Denkmal hochladen | Orangerie (Einzeldenkmal zu ID-Nr. 09304555)                                                       | Lauske 1e (Karte)                                     | 1790                                     | Einzeldenkmal der Sachgesamtheit Rittergut und Gutspark Lauske. | 09253135 |
| Direkt Bild zu diesem Denkmal hochladen | Ein westlicher Torpfeiler der ehemaligen Toreinfahrt mit Pforte (Einzeldenkmal zu ID-Nr. 09304555) | Lauske (Karte)                                        | 1. Hälfte 18. Jahrhundert                | Einzeldenkmal der Sachgesamtheit Rittergut und Gutspark Lauske. | 09253135 |
| Direkt Bild zu diesem Denkmal hochladen | Reste der Einfriedungsmauer (Einzeldenkmal zu ID-Nr. 09304555)                                     | Lauske (Karte)                                        | 1. Hälfte 18. Jahrhundert                | Einzeldenkmal der Sachgesamtheit Rittergut und Gutspark Lauske. | 09253135 |
|                                         | Wegestein                                                                                          | Lauske 8a (bei) (Karte)                               | 19. Jahrhundert                          | Verkehrsgeschichtlich von Bedeutung, flache Natursteinstele mit halbrundem Abschluss und noch gut leserlicher Aufschrift: Richtungspfeile, Ortsangaben (u. a. Puschwitz, Nuknitz [sic], Bischofswerda). Nach 2018 zerstört und nur noch Sockelrest vorhanden. | 09253131 |
|                                         | Betkreuz                                                                                           | Lauske 8a (bei) (Karte)                               | Bezeichnet mit 1897                      | Schmiedeeisernes Kruzifix auf profiliertem Granitsockel, regionalgeschichtlich von Bedeutung. | 09253130 |
| Direkt Bild zu diesem Denkmal hochladen | Betkreuz                                                                                           | bei Lauske 11 (Ortseingang bei Crostwitz) (Karte)     | Sockel bezeichnet mit 1865               | Kruzifix mit Marienfigur und Medaille mit sorbischer Aufschrift auf gotisierend profiliertem Granitsockel, regionalgeschichtlich von Bedeutung, Betkreuz stand bis 2001 ohne Hausnummer-Angabe in der Denkmalliste. | 09253129 |
|                                         | Gedenkstein für König Friedrich August III.                                                        | Lauske 20 (bei) (Karte)                               | Bezeichnet mit 1905                      | Würfelförmiger Stein mit flachem, pyramidalen Abschluss, Inschrift, ortsgeschichtlich von Bedeutung, Inschrift: „An dieser Stelle wurde S. Majestät König Friedrich August III. von Rittergut und Gemeinde Lauske festlich begrüsst“, Gedenkstein bezeichnet 29. 5. 1905, Rückseite Königsemblem „F.A.R.“ mit Krone. | 09253134 |

## Neu-Jeßnitz
| Bild | Bezeichnung        | Lage                   | Datierung | Beschreibung | ID       |
| ---- | ------------------ | ---------------------- | --------- | --- | -------- |
|      | Hölzernes Betkreuz | Zum Wäldchen 2 (Karte) | 1961      | Mit Figur des Gekreuzigten und Baldachin, ortsbildprägende und religionsgeschichtliche Bedeutung. Zwischen 2016 und 2019 von den vom Landesamt für Denkmalpflege angegebenen Koordinaten abgebaut, aktueller Verbleib unklar. | 09305599 |

## Neu-Lauske
| Bild | Bezeichnung | Lage                       | Datierung                  | Beschreibung | ID       |
| ---- | ----------- | -------------------------- | -------------------------- | --- | -------- |
|      | Betkreuz    | Neu-Lauske 3 (bei) (Karte) | Sockel bezeichnet mit 1843 | Schmiedeeisernes Kruzifix (Gold gefasst) auf einfach profiliertem Granitsockel, regionalgeschichtlich von Bedeutung, Inschrift: „J.K. 1843“. | 09253137 |

## Neu-Puschwitz
| Bild | Bezeichnung | Lage                                            | Datierung       | Beschreibung                         | ID       |
| ---- | ----------- | ----------------------------------------------- | --------------- | ------------------------------------ | -------- |
|      | Wegestein   | Neu-Puschwitz (Kreuzung am Ortseingang) (Karte) | 19. Jahrhundert | Verkehrsgeschichtlich von Bedeutung. | 09253153 |

## Wetro
| Bild                                    | Bezeichnung | Lage                              | Datierung                 | Beschreibung | ID       |
| --------------------------------------- | --- | --------------------------------- | ------------------------- | --- | -------- |
| Direkt Bild zu diesem Denkmal hochladen | Sachgesamtheit Königlich-Sächsische Triangulierung („Europäische Gradmessung im Königreich Sachsen“); Station 50, Wetro | (Flurstück 226/5) (Karte)         | 1865                      | Triangulationssäule Station 2. Ordnung, vom ursprünglichen Standort versetzt, restauriert, vermessungs- und technikgeschichtlich von Bedeutung. Ursprünglich befand sich dieser Pfeiler am Rand der heutigen Tongrube Wetro. Als diese erweitert wurde, ging die Säule verloren und man barg die Säule. Seit 2001 befand sie sich in Obhut des Landesvermessungsamtes. Die Gemeinde Puschwitz veranlasste 2009 die Rücküberführung nach Wetro mit dem Ziel die Säule wieder aufzustellen. Im Jahr 2016 gelang es schließlich die Säule fachgerecht zu restaurieren und am neuen Standort auf dem Windmühlenberg, circa einen Kilometer vom ursprünglichen Standort entfernt aufzustellen. Die Säule ist aus Nadelwitzer Granit gefertigt und trägt die Inschrift „Station/WETRO [...] 1865“. Die Bezeichnungen „Kön: Sächs:“ in der vierten Zeile wurden herausgemeißelt und fehlen. Auf der Kopffläche des Pfeilers sind außer dem Punktzentrum noch Zentrierverschraubungen gut erhalten. Eine Abdeckplatte ist nicht mehr vorhanden. An der Südseite ist die TP-Markierung und auf der Nordseite ein Dreieck zu sehen. Die Blicke nach Süden und Westen sind weitgehend frei. | 09306530 |
|                                         | Wohnstallhaus (Umgebinde)                                                                                               | Wetro-Dorf 3 (Karte)              | 1. Hälfte 19. Jahrhundert | Obergeschoss Fachwerk, Giebel verkleidet, Umgebinde vermauert, Frackdach, weitgehend ursprünglich erhalten, verkörpert die Ortsbebauung des 19. Jahrhunderts, baugeschichtlich von Bedeutung, Umgebinde links 2/2/3 Joche, Krüppelwalmdach. | 09253152 |
|                                         | Wohnstallhaus (Umgebinde) mit integrierter Scheune                                                                      | Wetro-Dorf 9 (Karte)              | Um 1800                   | Obergeschoss Fachwerk, Baukörper und Aussehen weitgehend ursprünglich erhalten, in der Gegend selten werdender Bautyp, baugeschichtlich und wirtschaftsgeschichtlich von Bedeutung, Fenstergrößen im Obergeschoss weitgehend erhalten, Scheune mit Dachüberstand. | 09253147 |
| Direkt Bild zu diesem Denkmal hochladen | Brunnenstube | Wetro-Dorf 11 (bei) (Karte)       | Bezeichnet mit 1866       | Sozialgeschichtlich von Bedeutung | 09253148 |
|                                         | Wegestein | Wetro-Dorf 15 (bei) (Karte)       | 19. Jahrhundert           | Verkehrsgeschichtlich von Bedeutung, schlichte Natursteinstele mit flachpyramidalem Abschluss. | 09253146 |
|                                         | Wegestein | Wetro-Dorf 17 (gegenüber) (Karte) | 19. Jahrhundert           | Verkehrsgeschichtlich von Bedeutung, schlichte Natursteinstele mit flachpyramidalem Abschluss. | 09253145 |
| Weitere Bilder                          | Kulturhaus Haus der Einheit                                                                                             | Wetro-Siedlung 13 (Karte)         | 1952                      | Schlichter Putzbau über kreuzförmigem Grundriss, überdachter Eingangsbereich mit Granitstützen, Türornament in „organischen“ Formen, baugeschichtlich und ortsgeschichtlich von Bedeutung, Gebäude stand bis 2001 ohne Hausnummer-Angabe in der Denkmalliste | 09253144 |

## Tabellenlegende
- Bild: Bild des Kulturdenkmals, ggf. zusätzlich mit einem Link zu weiteren Fotos des Kulturdenkmals im Medienarchiv Wikimedia Commons. Wenn man auf das Kamerasymbol klickt, können Fotos zu Kulturdenkmalen aus dieser Liste hochgeladen werden:
- Bezeichnung: Denkmalgeschützte Objekte und ggf. Bauwerksname des Kulturdenkmals
- Lage: Straßenname und Hausnummer oder Flurstücknummer des Kulturdenkmals. Die Grundsortierung der Liste erfolgt nach dieser Adresse. Der Link (Karte) führt zu verschiedenen Kartendiensten mit der Position des Kulturdenkmals. Fehlt dieser Link, wurden die Koordinaten noch nicht eingetragen. Sind diese bekannt, können sie über ein Tool mit einer Kartenansicht einfach nachgetragen werden. In dieser Kartenansicht sind Kulturdenkmale ohne Koordinaten mit einem roten bzw. orangen Marker dargestellt und können durch Verschieben auf die richtige Position in der Karte mit Koordinaten versehen werden. Kulturdenkmale ohne Bild sind an einem blauen bzw. roten Marker erkennbar.
- Datierung: Baubeginn, Fertigstellung, Datum der Erstnennung oder grobe zeitliche Einordnung entsprechend des Eintrags in der sächsischen Denkmaldatenbank
- Beschreibung: Kurzcharakteristik des Kulturdenkmals entsprechend des Eintrags in der sächsischen Denkmaldatenbank, ggf. ergänzt durch die dort nur selten veröffentlichten Erfassungstexte oder zusätzliche Informationen
- ID: Vom Landesamt für Denkmalpflege Sachsen vergebene, das Kulturdenkmal eindeutig identifizierende Objekt-Nummer. Der Link führt zum PDF-Denkmaldokument des Landesamtes für Denkmalpflege Sachsen. Bei ehemaligen Kulturdenkmalen können die Objektnummern unbekannt sein und deshalb fehlen bzw. die Links von aus der Datenbank entfernten Objektnummern ins Leere führen. Ein ggf. vorhandenes Icon  führt zu den Angaben des Kulturdenkmals bei Wikidata.